# 1-й Иртышский проезд
Пе́рвый Ирты́шский прое́зд (название с 9 августа 1965 года) — проезд в Восточном административном округе города Москвы на территории района Гольяново.

## История
Проезд получил своё название 9 августа 1965 года по сибирской реке Иртыш, притоку реки Обь, в связи с расположением на востоке Москвы.

## Расположение
1-й Иртышский проезд проходит от Тагильской улицы на юго-запад параллельно подъездным путям и оканчивается, не доходя до путей Малого кольца Московской железной дороги. Нумерация домов начинается с юго-западного конца проезда.

## Примечательные здания и сооружения
По нечётной стороне:
- д. 1 — Черкизовская военная база внутренних войск Министерства внутренних дел Российской Федерации.

По чётной стороне:
- д. 2 — Черкизовский завод Мосметростроя;
- д. 6 — Опытный завод электротехнического оборудования;
- д. 12 — Московский завод автотракторного электрооборудования.

## Транспорт

### Наземный транспорт
По 1-му Иртышскому проезду не проходят маршруты наземного общественного городского транспорта. Северо-восточнее проезда, на Монтажной улице, расположена остановка «Тарная фабрика» автобуса № 627, южнее, на Амурской улице, — остановка «Тарный завод» электробуса № 171.

### Метро
- Станция метро «Бульвар Рокоссовского» Сокольнической линии — западнее проезда, на пересечении Открытого шоссе с Ивантеевской улицей и Тюменским проездом.
- Станция метро «Черкизовская» Сокольнической линии — юго-западнее проезда, на пересечении Окружного проезда и Большой Черкизовской улицы.
- Станция метро «Щёлковская» Арбатско-Покровской линии — юго-восточнее проезда, на пересечении Щёлковского шоссе с 9-й Парковой и Уральской улицами.